# Sibilia (kommunhuvudort i Guatemala)
Sibilia är en kommunhuvudort i Guatemala.   Den ligger i departementet Departamento de Quetzaltenango, i den västra delen av landet, 120 km väster om huvudstaden Guatemala City. Sibilia ligger 2 810 meter över havet och antalet invånare är 1 180.
Terrängen runt Sibilia är kuperad. Runt Sibilia är det tätbefolkat, med 530 invånare per kvadratkilometer. Närmaste större samhälle är San Francisco El Alto, 18,7 km öster om Sibilia. I omgivningarna runt Sibilia växer huvudsakligen savannskog.